# Carpha eminii
Carpha eminii là một loài thực vật có hoa trong họ Cói. Loài này được (K.Schum.) C.B.Clarke mô tả khoa học đầu tiên năm 1902.